# Galleria stradale del San Gottardo
La galleria stradale del San Gottardo è una galleria autostradale che collega i villaggi di Göschenen nel canton Uri con Airolo nel Canton Ticino. La galleria fu inaugurata il 5 settembre 1980, quando il consigliere federale Hans Hürlimann procedette al taglio del nastro. Rappresenta l'opera principale dell'autostrada A2 tra Basilea e Chiasso. Al momento dell'inaugurazione, con i suoi 16,942 m, era la galleria stradale più lunga del mondo (primato che ora spetta al tunnel di Lærdal, in Norvegia, lungo 24,51 km e aperto il 27 novembre 2000).
Al referendum del 28 febbraio 2016 il 57% del popolo svizzero si è espresso in favore di una seconda galleria stradale. L'attraversamento del massiccio del San Gottardo può essere effettuato anche attraverso il passo del San Gottardo o la galleria ferroviaria del San Gottardo tra Göschenen e Airolo. È inoltre stata costruita una galleria ferroviaria di base della lunghezza di 57,104 chilometri tra Erstfeld e Bodio, inaugurata il 1º giugno 2016.

## La galleria

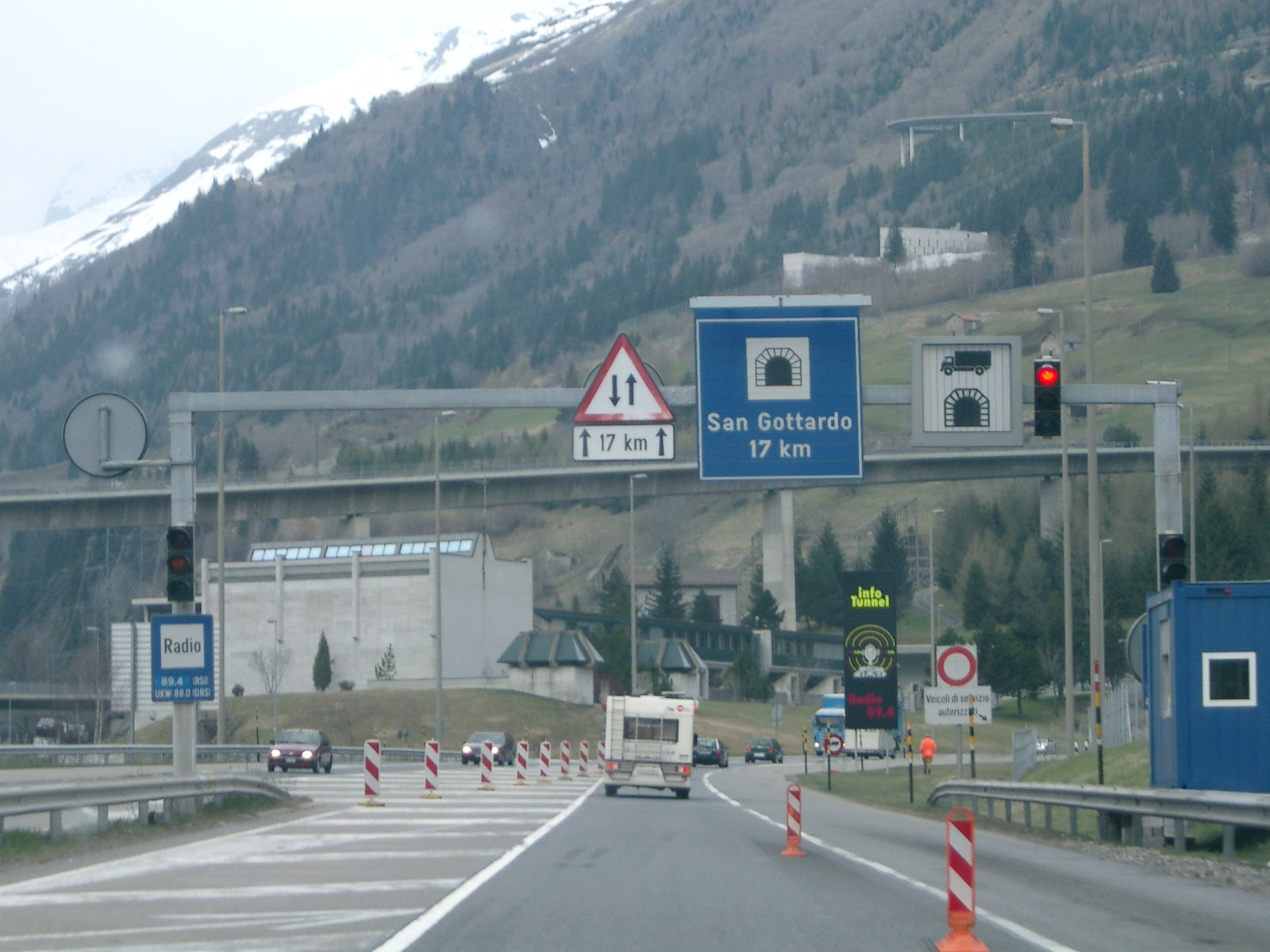
Poco prima dell'entrata dal portale sud.

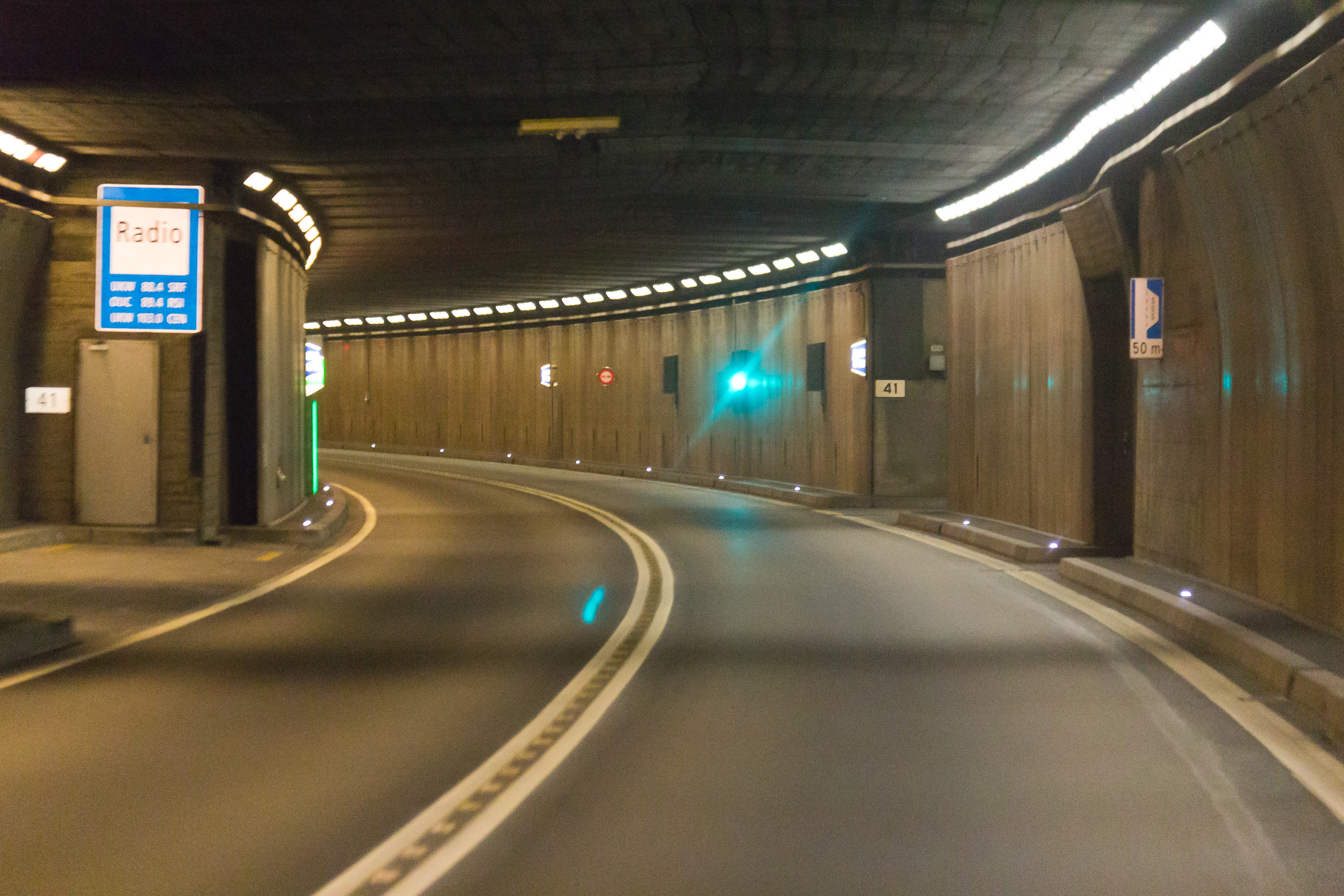
L'interno della galleria.

### Storia
Nell'autunno del 1954 venne costituita una commissione del dipartimento federale dell'interno incaricata della pianificazione della rete stradale. Nel 1960 le camere federali approvarono il progetto di attuazione delle strade nazionali; esso non conteneva però la galleria stradale del San Gottardo.
Due mozioni parlamentari chiesero al consiglio federale di esaminare la possibilità di costruire una galleria che garantisse la viabilità tra il canton Ticino e il resto della Svizzera anche d'inverno. Fino ad allora il transito era possibile unicamente attraverso il passo (in estate), oppure caricando il veicolo sul treno navetta che circolava nella galleria ferroviaria del San Gottardo. Si giunse così alla formazione di un "Gruppo di studio per la galleria del San Gottardo". Il gruppo di studio consegnò il suo rapporto nel 1963. Il rapporto venne subito approvato dal Consiglio federale e dal parlamento. La galleria venne così inserita nella rete delle strade nazionali.
Si aprì un concorso d'ingegneria per arrivare a un progetto ottimale. A questo concorso vennero presentate sedici varianti. Due di esse vennero messe in appalto nel 1968. Esaminate le offerte, si optò per la variante con quattro pozzi di ventilazione, progettata dall'ingegnere ticinese di origine airolese Giovanni Lombardi. Successivamente si decise di affiancare al tunnel un cunicolo per aumentarne la sicurezza.

### Lavori di costruzione
Per l'esecuzione la galleria venne suddivisa in due lotti. Il lotto nord venne affidato a un consorzio di sette imprese, quello sud a un consorzio di cinque. Nell'autunno del 1969 iniziarono i lavori preparatori ai due portali; il 5 maggio 1970 fu la data ufficiale dell'inizio dei lavori di avanzamento.
La galleria venne scavata dalle due estremità con il sistema convenzionale all'esplosivo. Il trasporto del materiale di scavo si effettuò con mezzi gommati nel lotto nord e con treni nel lotto sud. Lo scavo del cunicolo di sicurezza precedette sempre quello della galleria. Poco dopo l'inizio dei lavori di scavo del tunnel entrarono in attività anche i cantieri dei pozzi di ventilazione verticali di Guspisbach e di Hospental, che vennero scavati con metodi convenzionali dall'alto verso il basso. I pozzi di ventilazione inclinati di Bäzberg e Motto di Dentro vennero scavati con fresatrici; si eseguiva dapprima un foro pilota dal basso verso l'alto, per poi portarlo al diametro definitivo procedendo dall'alto al basso.
Lo scavo della galleria incontrò anche zone particolarmente difficili. La zona al portale sud con la presenza di formazioni triassiche degradate, la zona del paragneis nel lotto sud (350 m), la zona al portale nord in materiale sciolto (160 m), la zona di incrocio con la galleria ferroviaria (che passa solo 5,20 m sopra la galleria stradale) e infine la zona del mesozoico nel lotto nord (300 m). Per tutte queste tratte lo scavo venne eseguito a tappe, e si impose l'adozione di misure di sicurezza straordinarie.
Il 26 marzo 1976 cadde l'ultimo diaframma del cunicolo di sicurezza. Giovedì 16 dicembre 1976 alle ore 9:30 cadde l'ultimo diaframma dell'intera galleria. Il 13 maggio 1977 terminarono i lavori di scavo e nell'aprile 1978 vennero completati i lavori strutturali (rivestimento, soletta intermedia, parete divisoria tra i canali di ventilazione). Nell'agosto 1978 iniziò il trasporto (via Axenstrasse) dei ventitre grossi ventilatori tramite speciali rimorchi di progettazione danese, ma costruiti in Svizzera da fabbriche situate nei dintorni di Zurigo. In seguito si procedette col montaggio e il collaudo delle installazioni elettromeccaniche.
La galleria venne inaugurata ed aperta al traffico venerdì 5 settembre 1980 alle ore 17:00.
Nei momenti di punta erano presenti in cantiere 350 operai al lotto nord e 380 al lotto sud. Provenivano in massima parte dall'Italia, ma anche dalla Spagna, dalla Turchia, dalla Jugoslavia e dall'Austria. Inizialmente si lavorava con due turni al giorno. In seguito, con l'insorgere di difficoltà geologiche, vennero portati a tre. Diciannove lavoratori persero la vita durante la costruzione: una lapide situata al portale sud ricorda i loro nomi.
I costi totali per la costruzione della galleria ammontarono a circa 686 milioni di franchi svizzeri.

### Caratteristiche

#### Disposizione e tracciato
In pianta la galleria descrive un ampio arco verso ovest e segue con ciò all'incirca la strada del valico. Questo tracciato ha permesso la costruzione di pozzi di ventilazione corti e facilmente accessibili.

#### Geologia
Per la maggior parte la galleria attraversa rocce cristalline, come graniti, gneiss e scisti. Le caratteristiche geotecniche sono in genere favorevoli specialmente per quanto concerne le zone centrali dei massicci dell'Aar e del Gottardo. Le condizioni più difficili si riscontrano nelle formazioni sedimentarie al nord del massiccio del Gottardo. Le condizioni geologiche peggiorano anche verso est. Questo fatto ha contribuito alla deviazione del tracciato della galleria verso ovest.

#### Cunicolo di sicurezza e rifugi
Allo scopo di aumentare la sicurezza degli utenti della galleria in caso d'incendio, sono presenti dei rifugi a intervalli regolari di 250 m sul lato est, indicati da neon verdi. Essi collegano la galleria stradale col cunicolo di sicurezza, il quale è situato ad una distanza di 30 m dall'asse della galleria. I rifugi sono ventilati separatamente dalla galleria, attraverso il cunicolo di sicurezza e hanno una pressione dell'aria maggiore di quella della galleria per impedire l'entrata di fumo in caso d'incendio.

#### Ventilazione
La galleria viene ventilata artificialmente con il sistema trasversale. Il trasporto dell'aria fresca a partire dalle due centrali di ventilazione ai portali e dalle quattro centrali di ventilazione in galleria avviene in un apposito canale situato nella calotta della galleria (sopra la carreggiata stradale). A intervalli di 8 m l'aria fresca viene immessa lateralmente nel vano di circolazione. L'aria viziata viene aspirata a intervalli di 100 m attraverso apposite cappe disposte nella soletta intermedia e convogliata mediante l'apposito canale, pure in calotta, verso le centrali di ventilazione.

#### Impianti di sicurezza
- Illuminazione: due nastri illuminati con lampade a fluorescenza con intensità regolabile. Le zone d'entrata sono munite di un'illuminazione d'adattamento.
- Sorveglianza: telecamere ogni 250 m installate sotto la soletta intermedia.
- Regolazione traffico: semafori ogni 250 m.
- Controllo dell'aria: misura continua del monossido di carbonio e dell'opacità.
- Segnalazione incendi: rilevatori d'incendio installati sotto la soletta intermedia a intervalli di 25 m.
- Stazioni SOS: ogni 250 m sul lato est e ogni 125 m sul lato ovest, con due estintori e telefono SOS.
- Illuminazione d'emergenza: 80 cm sopra la carreggiata ogni 25 m sul lato est.

### Cifre principali
- Lunghezza galleria: 16,942 km
- Quota dei portali: Airolo 1146 m s.l.m. - Göschenen 1080 m s.l.m.
- Vertice: 1175 m s.l.m.
- Pendenza longitudinale: lotto sud 0,3% - lotto nord 0,6% e 1,4%
- Pendenza trasversale: 2,0%
- Larghezza della carreggiata: 7,8 m
- Marciapiedi: 2 x 0,7 m
- Altezza in luce: 4,5 m
- Sezione di scavo: profilo sud 83–96 m² - profilo nord 69–86 m² - cunicolo di sicurezza 6,5 m²
- Volume di scavo (in compatto): 1.400.000 m³
- Raggi di curvatura: portale sud 760 m - portale nord 700 m - in galleria 2000 m
- Copertura massima: Monte Prosa 1500 m
- Numero di ventilatori: 23
- Potenza elettrica installata: 29 MW

## Il traffico
La galleria, trovandosi sull'autostrada A2, raccoglie il traffico proveniente da ciascuna delle due carreggiate autostradali, dotate di due corsie ciascuna; essendo il tunnel dotato di una sola canna bidirezionale, il traffico al suo interno diventa a una corsia per senso di marcia con divieto di sorpasso e di inversione di marcia. La velocità massima consentita è di norma fissata a 80 km/h, modificabile eventualmente a 60 km/h (ciò viene segnalato sui pannelli luminosi). In passato il traffico veniva gestito dalle sale di comando presenti nei centri di manutenzione al portale sud di Airolo e al portale nord di Göschenen, che si alternavano nella gestione della galleria. La gestione operativa è poi interamente passata alla centrale operativa della polizia cantonale urana situata a Flüelen. 
I veicoli pesanti devono mantenere una distanza di sicurezza di 150 m tra di loro. Per garantire il mantenimento di questa distanza è stato introdotto un sistema di dosaggio del traffico pesante detto "a contagocce", che dall'autunno 2002 ha sostituito il sistema introdotto dopo l'incidente del 24 ottobre 2001, che consentiva l'accesso agli autocarri a senso unico alternato ogni due ore. Per il trasporto di merci pericolose sono in vigore delle prescrizioni molto restrittive.
In caso di forte affluenza, il traffico viene regolato ai portali con gli impianti semaforici, così da permettere una circolazione scorrevole dei veicoli che si trovano in galleria; ciò può portare alla formazione di code alle estremità.
A causa dei lavori di manutenzione che devono essere eseguiti periodicamente la galleria viene chiusa completamente al traffico durante la notte per un periodo di 4 fino a 6 settimane all'anno (solitamente in marzo, giugno e settembre). Le date di chiusura sono indicate sul sito della direzione d'esercizio. 
La galleria del Gottardo, inoltre, nelle notti tra le giornate di mercoledì e giovedì, dalle 23:00 all'1:00, tutto l'anno e in entrambe le direzioni viene resa accessibile solamente ai trasporti speciali. 
Con l'apertura della galleria stradale il trasporto di autoveicoli sulla ferrovia è stato sospeso. La galleria stradale del San Gottardo è diventata un passaggio fondamentale per l'attraversamento delle Alpi: dai 330.000 veicoli pesanti nel 1981, già nel 1990 oltre mezzo milione di veicoli pesanti vi sono transitati, e nel decennio successivo, con 1.187.000 veicoli pesanti, il traffico è nuovamente più che raddoppiato. In seguito, con la chiusura della galleria dopo l'incidente del 2001 e l'introduzione del sistema di dosaggio, le cifre sono diminuite leggermente.

### Incidenti nella galleria
Tra l'apertura della galleria nel 1980 e fine 2006 si sono verificati in totale 889 incidenti stradali, con 31 morti. A partire dal 2001 sono avvenuti questi incidenti mortali:

#### 24 ottobre 2001
È il più grave incidente che ha interessato il traforo. Alle 9:39, a circa un chilometro dal portale sud, un autotreno con targa belga diretto a nord (condotto da un autista in stato di ebbrezza) invase la corsia di marcia opposta e andò a sbattere contro un altro mezzo pesante immatricolato in Italia. Lo schianto innescò un vasto incendio, che causò la morte di undici persone: l'autista responsabile della sciagura, rimasto intrappolato tra le lamiere del mezzo (l'altro, incolpevole, riuscì a mettersi in salvo), e 10 automobilisti asfissiati. 
L'incendio fu completamente domato solo 2 giorni dopo (la temperatura nel tunnel raggiunse circa 1200 gradi), dopodiché la galleria restò chiusa per due mesi per eseguire i lavori di ripristino e miglioramento infrastrutturale, con messa in opera (tra l'altro) di un nuovo sistema di aspirazione e ventilazione, potenziamento dell'illuminazione e miglioramento della segnaletica ordinaria e d'emergenza. Durante questo periodo venne mantenuta aperta la strada del passo e venne riattivato temporaneamente il trasporto degli autoveicoli sui treni navetta, che era stato sospeso nel 1980. Dopo la riapertura della galleria gli autocarri, per motivi di sicurezza, hanno potuto circolare solo in direzioni alternate, con cambio di direzione ogni due ore, fino all'introduzione del sistema di dosaggio a contagocce. Dal 2002 il numero di incidenti è diminuito considerevolmente.

#### 16 agosto 2003
Nello scontro frontale tra un camion e un'auto il conducente e un passeggero dell'auto persero la vita, mentre altre 5 persone, tra le quali l'autista del camion, furono ferite gravemente. L'incidente fu causato dall'autocarro, che invase la corsia opposta.

#### 29 giugno 2004
Nello scontro frontale tra un camion e un'auto una persona perse la vita, mentre altre 4 furono ferite.

#### 2 novembre 2006
Un'auto diretta a sud invase la corsia opposta ed entrò in collisione frontale con un autocarro. Un secondo autocarro (una bisarca) che seguiva la vettura riuscì a fermarsi per tempo, ma un terzo autocarro che seguiva a corta distanza si accorse troppo tardi dell'incidente e tamponò la bisarca. Nell'incidente perse la vita il conducente dell'autovettura e rimasero feriti seriamente i conducenti di due autocarri.

#### 1º febbraio 2008
Un'automobile circolante in direzione sud a 700 metri dal portale di Airolo invase la corsia opposta e si scontrò frontalmente con un'altra autovettura. Il bilancio fu di un morto e un ferito grave.

#### 11 maggio 2014
Nello scontro frontale tra una motocicletta e un'auto il conducente della motocicletta perse la vita. L'incidente fu probabilmente causato dalla motocicletta che si era spostata sulla corsia opposta.

#### 2 settembre 2014
Nello scontro frontale tra un camion e un'auto il conducente dell'auto perse la vita. L'incidente fu probabilmente causato dall'auto che si era spostata sulla corsia opposta.

#### 13 dicembre 2017
Nello scontro frontale tra un camion e un'auto i conducenti del camion e dell'auto persero la vita. L'incidente fu probabilmente causato dall'auto che si era spostata sulla corsia opposta.

#### 24 aprile 2019
Un uomo di 65 anni alla guida della propria auto, verso le 09:15, venne investito da una ruota persa da un camion di una ditta di trasporti, morendo sul colpo.

### Sistema di dosaggio
Per garantire la distanza di sicurezza di 150 m tra i veicoli pesanti viene attuato un sistema di dosaggio "a contagocce". L'accesso degli autocarri viene regolato ai due portali mediante impianti semaforici che permettono il passaggio di 2-3 mezzi pesanti al minuto, a seconda dell'intensità del traffico di autoveicoli. Il flusso complessivo di veicoli è limitato a 1000 unità-autoveicolo (UVE) all'ora per direzione; un'automobile corrisponde a 1 UVE, un mezzo pesante a 3 UVE. La capacità giornaliera complessiva è di 3000 / 4000 autocarri, mentre in precedenza si registravano fino a 5000 autocarri al giorno. In caso di forte intensità del traffico privato, viene data precedenza agli autoveicoli: quando il numero di autoveicoli all'ora per ogni direzione è troppo elevato la polizia riduce il numero di partenze di autocarri, mentre quando si raggiungono gli 820 autoveicoli all'ora per direzione, in genere, si formano delle colonne anche nel traffico privato.
Per evitare una penalizzazione della Svizzera meridionale, ossia del canton Ticino e della Mesolcina, e per tenere conto della particolare importanza che i valichi alpini rivestono nel traffico regionale, sono state introdotte delle agevolazioni per una parte del traffico merci da e verso la Svizzera meridionale ("traffico S"), che non deve attendere nelle aree di sosta in prossimità della galleria. 

### Corsia di uscita preferenziale di Airolo (CUPRA)
A partire dal fine settimana del 16-17 luglio 2022, e per tutti i fine settimana fino alla fine di settembre del 2022, è stato introdotto un sistema sperimentale per agevolare gli utenti che desiderano usufruire dell'uscita di Airolo o che desiderano proseguire il loro viaggio via il Passo del San Gottardo o il Passo della Novena. Tra le 09:00 e le 21:00 la corsia di emergenza tra il km 101 e il km 107 è utilizzabile come corsia di uscita per Airolo. In caso di colonna ferma davanti al portale sud della Galleria del San Gottardo gli utenti che sono intenzionati a uscire ad Airolo possono superare il traffico fermo passando sulla corsia di emergenza.

## La seconda canna
Il cunicolo di sicurezza a lato della galleria era stato pensato come base per la successiva costruzione di una seconda canna. Per motivi di costi l'ampliamento del cunicolo fu rinviato, con l'intenzione di eseguirlo più tardi in caso di necessità.
Ad Airolo è possibile notare il portale della seconda canna che non è stata portata a termine, mentre presso il portale Nord sono stati costruiti circa 500 metri nel secondo tubo.
Si spiega quindi perché le piazzole di emergenza sono più ricorrenti percorrendo la galleria verso Sud e perché, per 20 anni, l'illuminazione è stata disposta solo sul lato sinistro.
A causa del notevole incremento del numero di autocarri che si sono riversati sull'asse del San Gottardo e sulle vie di accesso, l'ampliamento venne congelato a livello politico e in seguito bloccato da una decisione popolare nel febbraio 1994 con l'iniziativa delle Alpi.
Nel 2000 venne lanciata l'iniziativa Avanti che chiedeva la costruzione della seconda canna e l'aumento di corsie su vasti tratti autostradali, ma malgrado le motivazioni di sicurezza nel 2004 venne respinta dal popolo svizzero.
Nel 2009 il Gran Consiglio ticinese approva un'iniziativa cantonale di raddoppio del tunnel autostradale. Tale iniziativa, presentata dai deputati dell'UDC e sostenuta da tutti i partiti dello schieramento borghese, prevede una corsia verso nord e una corsia verso sud, affiancate da una corsia d'emergenza. In tal modo verrebbe rispettata l'iniziativa delle Alpi, la quale vieta un raddoppio della capacità di transito. La stessa proposta è stata lanciata anche nel Canton Uri dalla locale sezione dei Giovani UDC, i quali l'hanno elaborata in collaborazione con gli omologhi ticinesi. Tale iniziativa doveva passare al vaglio delle urne nel corso del 2010 .
Nel 2012 c'è stato un sondaggio sulla costruzione della seconda canna, da cui è risultato che il 68% degli intervistati sarebbe favorevole (78% in Canton Ticino) e il 40% andrebbe a votare sul tema (50% in Canton Ticino).  Tali dati non sono tuttavia sufficienti per comprendere se la popolazione sia in blocco favorevole al secondo tubo. Da molte parti si sollevano dubbi circa l'aumento del traffico che ciò causerebbe, in aperto contrasto con la Costituzione svizzera che vieta l'aumento di traffico attraverso le Alpi. A giugno 2012 il Consiglio Federale si è espresso favorevolmente alla costruzione della seconda canna, esprimendo l'intenzione di mantenere la situazione com'è attualmente fino al 2025, per poi chiudere completamente il tunnel al traffico per circa 3 anni, durante i quali costruire la seconda canna e ristrutturare la prima. Il costo dell'operazione viene stimato in 2,8 miliardi di franchi svizzeri.
Nel 2016, inoltre, è stata aperta la galleria ferroviaria di base del San Gottardo (diventata, con i suoi circa 57 km, la più lunga del mondo), che attraversa la catena alpina con un percorso pressoché pianeggiante ed è destinata ad alleggerire il traffico di merci e mezzi pesanti sull'asse autostradale.